# Eotetranychus cendanai
Eotetranychus cendanai är en spindeldjursart som beskrevs av Rimando 1962. Eotetranychus cendanai ingår i släktet Eotetranychus och familjen Tetranychidae. Inga underarter finns listade i Catalogue of Life.